# بابکان
اجبارکلا شهری است از توابع شهرستان آمل در استان مازندران ایران.این شهر مرکز بخش دشت‌سر شهرستان آمل است.
اجبارکلا یکی از قدیمی‌ترین روستاهای مازندران با بیش از ۲۰۰۰ سال قدمت است که اکنون تبدیل به شهر شده است. در این شهر تکیه ای وجود دارد که در زمان قدیم کاروانسرای بزرگ بوده‌است.

## جمعیت
این شهر در بخش دشت سر قرار دارد و براساس سرشماری مرکز آمار ایران در سال ۱۳۹۰، جمعیت ۴۹۰۰ نفر (۱۵۰۰خانوار) بوده‌است.